# Glaser

Wappen des Glaserhandwerks mit altertümlichen Werkzeugen. (v.H.n.V. Kröseleisen, Glaserdiamant/Glasschneider, Glaserhammer, Lötkolben/Feuerkolben)

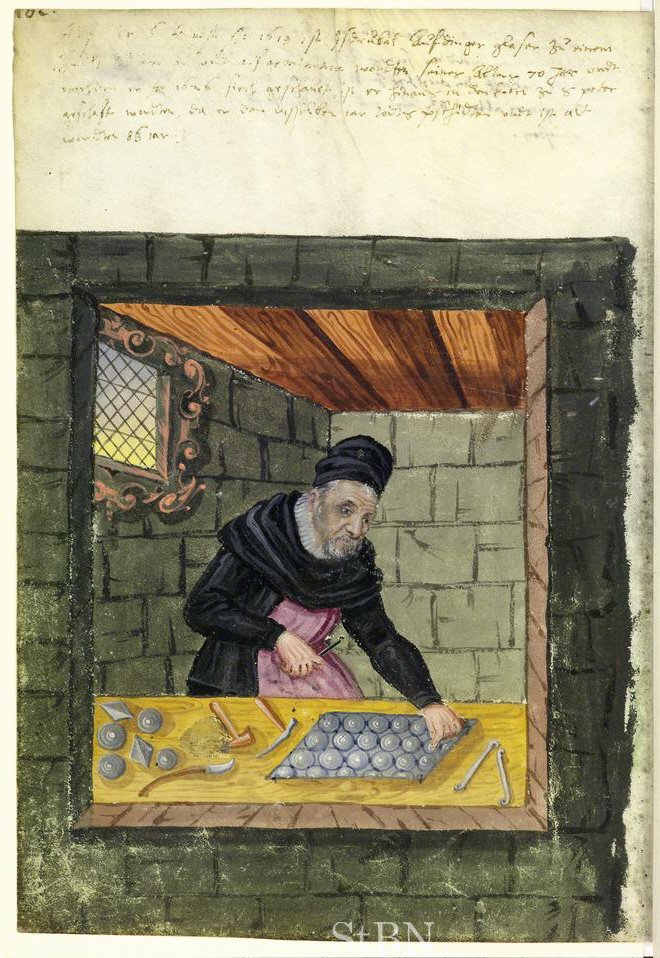
Butzenglaser um 1600

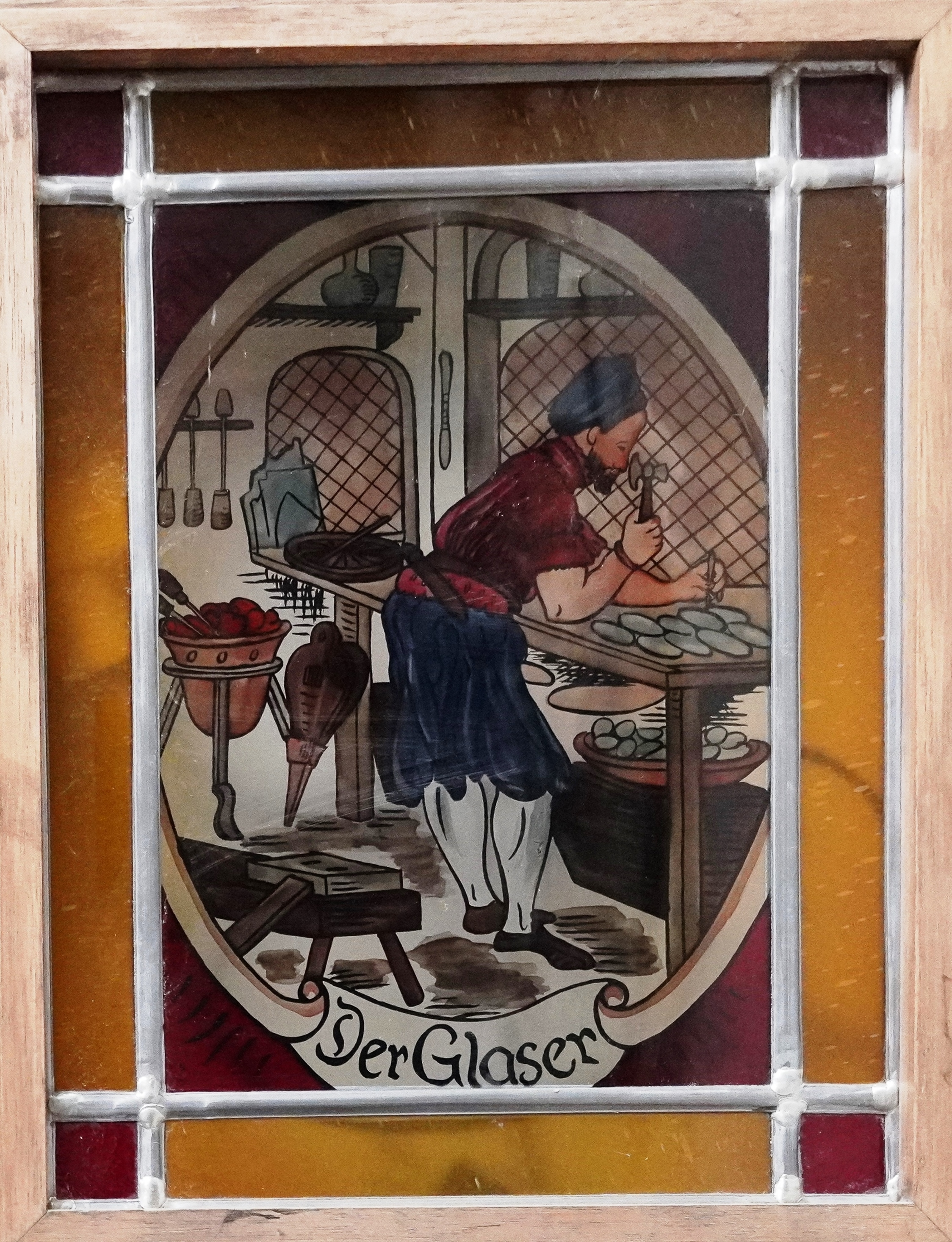
Handwerk "Der Glaser"

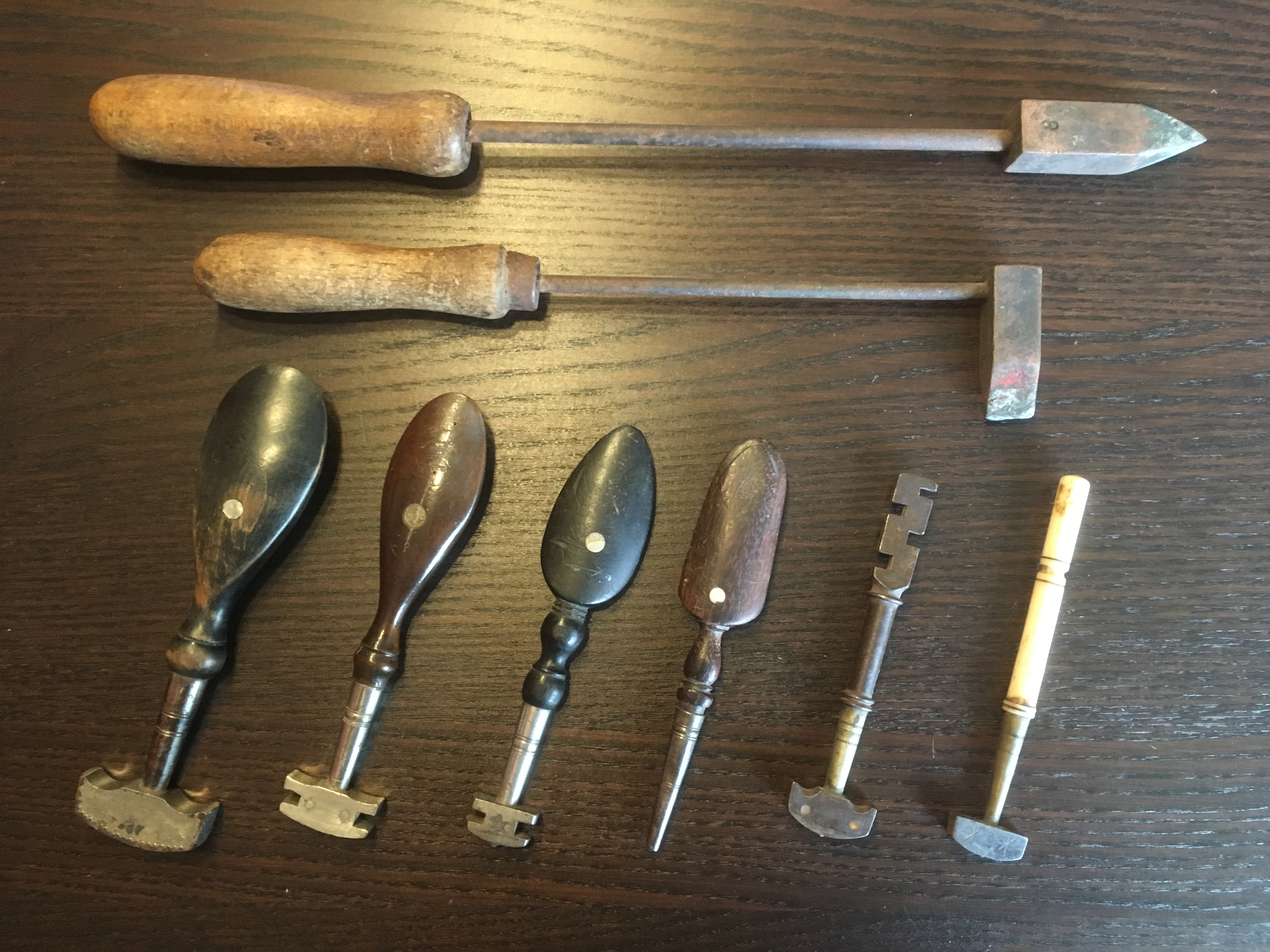
Historische Glaserwerkzeuge, Lötkolben und Glaserdiamanten;
Nr. 2, 3 und 5 mit Bruchhilfenuten

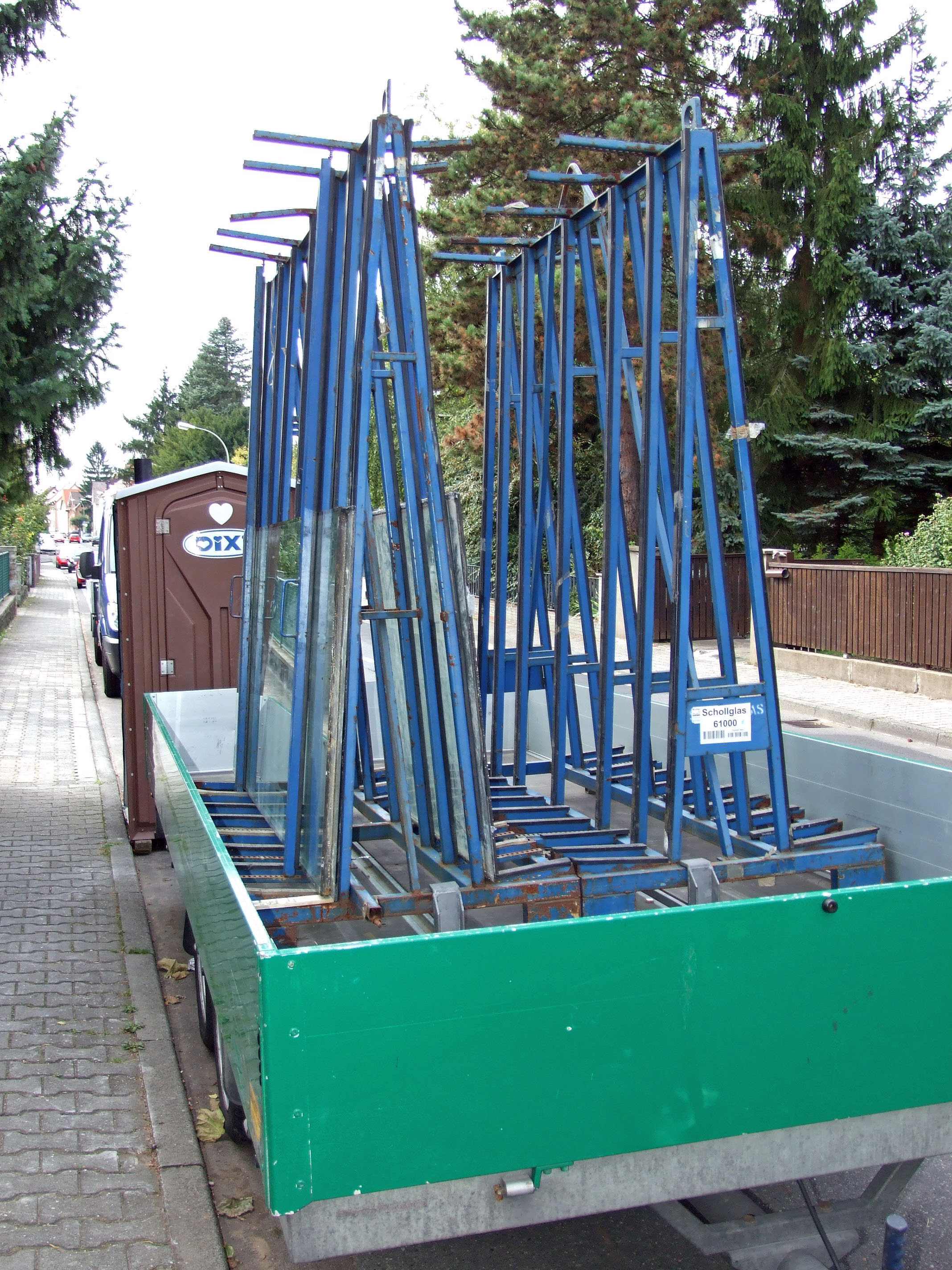
Flachglastransportwagen

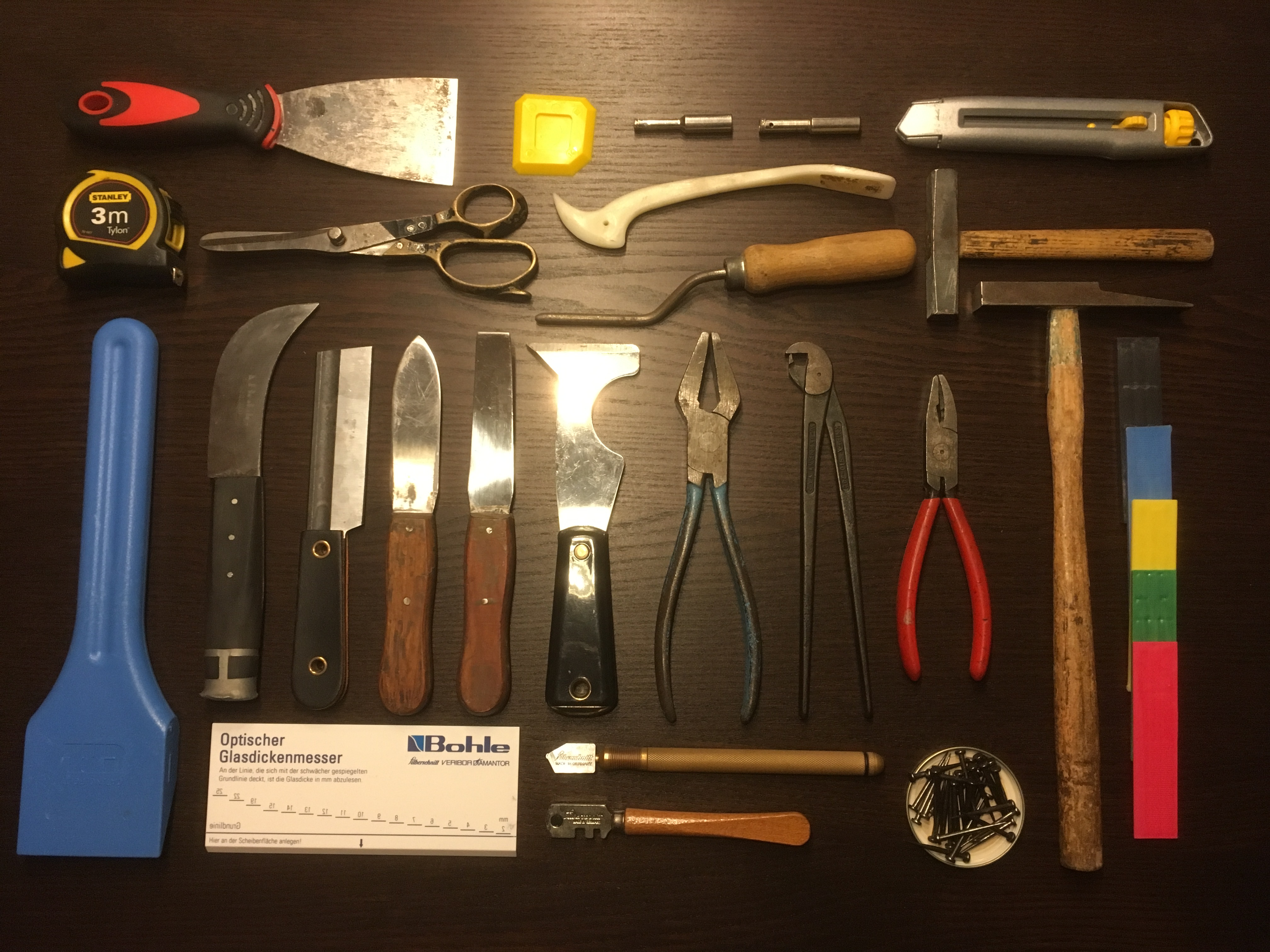
Berufstypische Werkzeuge eines Glasers

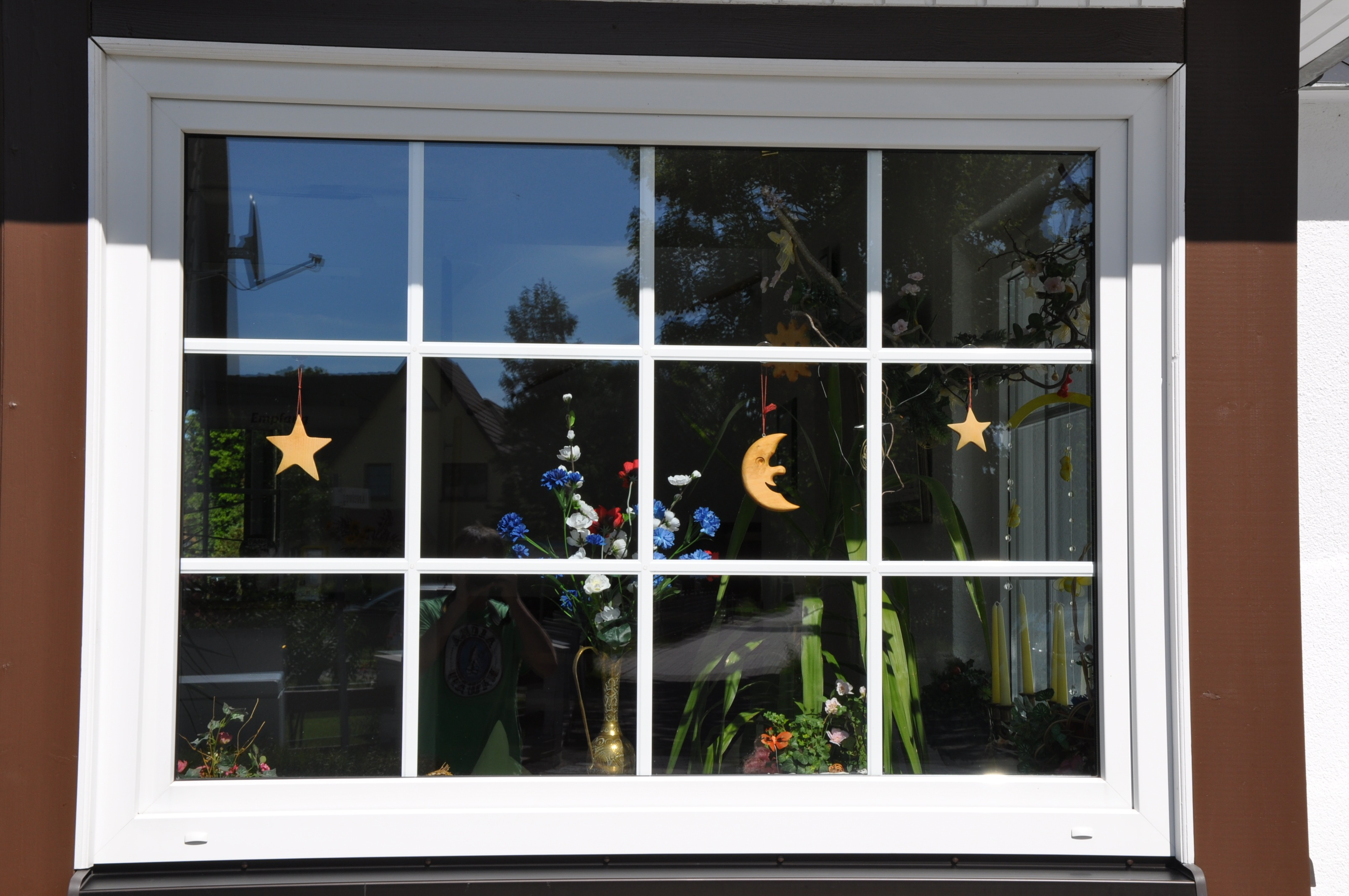
Fensterverglasung: Kunststofffensters mit Sprossen-Isolierglas

Glaser verarbeiten das von Glasherstellern gefertigte Glas in der Glaserei mit Werkzeugen, wie Glasschneider und Zuschneidewinkel, und Maschinen wie der Schleifmaschine weiter.
Das Handwerk wird grob in den Bereich Fenster- und Glasfassadenbau sowie Verglasung und Glasbau gegliedert. Am 31. Dezember 2016 gab es 10.067 sozialversicherungspflichtig beschäftigte Glaser in Deutschland.

## Geschichte
Die Glasschleiferei war zwar bereits seit dem 7. Jahrhundert v. Chr. im Mittelmeerraum bekannt, jedoch gelang noch nicht die Herstellung von klarsichtigem Flach- oder Fensterglas. Fensteröffnungen bestanden deshalb in Europa bis ins Mittelalter meist aus mit dünnen Tierhäuten bespannten Holzrahmen, die leicht zu ersetzen waren. Erst durch die Veränderung der Produktionsmethoden im späten Mittelalter hielten Glaselemente als sogenannte Butzenscheiben ihren Einzug in der Bautechnik, zuerst in Sakral- und Feudalbauten. Brauchbares Flachglas konnte mit Hilfe von Walz- und Polierverfahren ab dem 17. Jahrhundert hergestellt werden. Später stieg auch im Bürgertum zunehmend die Begehrlichkeit nach diesen Innovationen. Der Bedarf nach Handwerkern, die dieses Gewerk beherrschten, wuchs und der Beruf des Glasers entstand.

## Ausbildung

### Deutschland
Glaser ist ein anerkannter Ausbildungsberuf nach der Handwerksordnung (HwO). Die Ausbildungsdauer beträgt 3 Jahre, erfolgt als duale Ausbildung an Branchen-Betrieben bzw. an Berufsschulen und schließt mit der Gesellenprüfung ab. Im zweiten Ausbildungsjahr erfolgt eine Spezialisierung in einer der beiden Fachrichtungen (Fenster- und Glasfassadenbau oder Verglasung und Glasbau).

### Österreich
In Österreich ersetzt seit dem 1. Juli 2010 der Modullehrberuf Glasbautechniker den Lehrberuf Glaser. Die duale Ausbildung umfasst verpflichtend eine zweijährige Ausbildung im Grundmodul Glasbautechnik und eine einjährige Ausbildung in einem der Hauptmodule, Glasbau oder Glaskonstruktionen.
Der Lehrling kann während eines optionalen weiteren Ausbildungsjahr ein zweites Hauptmodul oder das Spezialmodule Planung und Konstruktion wählen. Das Spezialmodul kann nur in Kombination mit dem Hauptmodul Glaskonstruktion gewählt werden.
Dauer der Lehrzeit:
- 3 Jahre: Grundmodul + ein Hauptmodul
- 4 Jahre: Grundmodul + ein Hauptmodul + ein Spezialmodul
- 4 Jahre: Grundmodul + zwei Hauptmodule

Glasbautechniker schließen ihre Ausbildung mit der Lehrabschlussprüfung ab.

## Fortbildung

### Deutschland
Nach bestandener Gesellenprüfung kann man sich zum Techniker (2 Jahre Technikerschule) oder Meister weiterbilden. Die Meisterschule setzt sich aus vier Teilen zusammen:
I Fachpraxis,
II Fachtheorie,
III Rechnungswesen, Betrieb und Wirtschaft, Recht und Steuern,
IV Berufs- und Arbeitspädagogik.
Die Meisterschule kann in Vollzeit (ca. 1 Jahr) oder Teilzeit (ca. 2½ Jahre) absolviert werden.

### Österreich
Österreichische Lehrlinge können mit einer abgelegten Lehrabschlussprüfung auch eine weiterführende Ausbildung zum Meister absolvieren bzw. die Berufsmatura (Berufsreifeprüfung) ablegen. So erhalten sie Zugang zu Höherqualifizierungen an Fachschulen, zum Beispiel der HTL-Höheren Technischen Lehranstalt für Glastechnik in Kramsach (Tirol).

## Arbeitsmittel und Werkzeuge
Berufstypische Arbeitsmittel und Werkzeuge für den Glaser sind zum Beispiel Glasschneider, Glasbrechzange, Klotzhebel, Kittmesser, Kittfräse, Aushaumesser, Bleimesser, Schablonenschere, Glaserhammer, Glasschleifmaschine, Kantenschleifautomat, Glasbohrmaschine, Glassäge, Glaserwinkel.

## Branchenmessen
Die fensterbau/frontale in Nürnberg ist die weltgrößte Branchenmesse für den Fenster-, Tür- und Fassadenbau.
Die Glasstec in Düsseldorf ist die weltweit größte und internationalste Fachmesse für Glasmaschinenbau, die Glasindustrie und das Glaserhandwerk.

## Bekannte Glaser
- Eberhard Ludwig Bloß (1761 bis 1838) Glasermeister, Politiker, Mitglied im Senat der Freien Stadt Frankfurt
- Johann Jacob Achelius (1794 bis 1870) Glasermeister, eigene Werkstatt in Lübeck
- Wilhelm Heinrich Jobelmann (1800 bis 1878) Glasermeister, Kommunalpolitiker
- Adam Hörber (1827 bis 1905) Glasermeister, Dichter, Verfasser des Rothenburger Festspiels "Der Meistertrunk"
- Christian Neuhaus (1833 bis 1907) Glasermeister, Fotograf
- Heinrich Hahn (1845 bis 1922) Glasermeister, Vater des Chemikers Otto Hahn
- Richard Böttger (1873 bis 1957) Glasergeselle, Politiker (SPD)
- Jakob Stotz (1899 bis 1975) Glasermeister und Anführer des Mössinger Generalstreiks am 31. Januar 1933 gegen die Machtübernahme der NSDAP
- Josef Feuerstein (1912 bis 2005) Tischler- und Glasermeister, Politiker (ÖVP), Landtagsabgeordneter
- Wilhelm Neusser (1924 bis 1994) Glasermeister, Politiker (ÖVP)
- Peter Lisec (1937 bis 2009) Glasermeister, Industrieller
- Eckhard Pols (geboren 1962) Glasermeister, Politiker (CDU), Bundestagsabgeordneter